# 丝茎风铃草
丝茎风铃草（学名：Campanula chrysosplenifolia）是桔梗科风铃草属的植物，为中国的特有植物。分布在中国大陆的云南等地，生长于海拔3,000米的地区，常生于岩石上，目前尚未由人工引种栽培。

## 别名
白毛风铃草（云南热带亚热带植物区系研究报告）